# 桐蔭学園小学校
桐蔭学園小学校（とういんがくえんしょうがっこう）は、神奈川県横浜市青葉区鉄（くろがね）町に所在する私立小学校。

## 概要
1967年（昭和42年）創立。2019年度より、大半の児童は桐蔭学園中等教育学校に進学する。

## 沿革
- 1964年（昭和39年）4月 - 学校法人桐蔭学園設立。
- 1967年（昭和42年）4月 - 桐蔭学園小学部開設。
- 2020年（令和2年）4月 - 桐蔭学園小学校に改称。

## 交通
- 東急田園都市線市が尾駅よりバス「桐蔭学園前」行き10分、終点下車
- 東急田園都市線青葉台駅よりバス「桐蔭学園前」行き10分、終点下車
- 東急田園都市線あざみ野駅よりバス「すすき野団地」行き・「虹が丘営業所」行き・「新百合ヶ丘駅」行き10分、「もみの木台」下車
- 東急田園都市線たまプラーザ駅よりバス「すすき野団地」行き20分、「もみの木台」下車
- 小田急線新百合ヶ丘駅よりバス「あざみ野駅」行き・「あざみ野ガーデンズ」行き25分、「もみの木台」下車
- 小田急線柿生駅よりバス「桐蔭学園前行き」・「市が尾駅行き」15分、終点または「桐蔭学園入口」下車
- JR横浜線中山駅よりバス「桐蔭学園前」行き45分、終点下車

## 著名な出身者
- 織田裕二（俳優）
- 篠原ゆき子（女優）
- グローバー（ミュージシャン）
- 手塚佳代子（実業家、元劇団四季女優）
- 伊藤俊輔（政治家）
- 新海俊一（建築計画学者、大学教授）
- 桃田健史（元レーシングドライバー、自動車評論家）